# Neckeropsis moutieri
Neckeropsis moutieri är en bladmossart som beskrevs av Fleischer 1908. Neckeropsis moutieri ingår i släktet Neckeropsis och familjen Neckeraceae. Inga underarter finns listade i Catalogue of Life.